# Пршебуз
Пршебуз (чеськ. Přebuz, нім. Frühbuß) — місто в Карловарському краї Чехії на висоті 866 м. Адміністративно місто розташоване в окрузі Соколов.
22 червня 2007 року населеному пункту повернуто статус міста. За кількістю жителів він є найменшим чеським містом. 2023 року населення - 79 мешканців.

## Історія
Заснування Пршебуза пов'язане з багатими знахідками олов'яної руди. Рік передбачуваного заснування Пршебуза подає Пршебузька хроніка (заснована 1836). Згідно з нею, поселення Пршебуз було засноване у 1347 році німецькими колоністами. Такі ж відомості містить літопис села Єлені. Щоправда, сьогодні ці дані неперевірені, але цілком ймовірні.
Навіть у 1898 році на стелі однієї з кімнат ратуші можна було впізнати герб Пршебуза з датою 13 березня 1347 року. Найдавніше минуле Пршебуза пов’язане з Їндржиховіце. Згідно з купівельним контрактом від 1340 року, село Їндржиховіце разом із олов’яними копальнями (швидше за все, рисовими полями) купив Петер Плік із Плікенштайна. У такому випадку йшлося, мабуть, про Пршебуз, якого ще не існувало, оскільки в безпосередній близькості від Їндржиховіце немає покладів олов’яних руд (тільки свинцевих). Матезіус записав у 1564 році, що в 1400 році шахтарство в Пршебузі було в повному розквіті. Дата 1347 р. у Пршебузькому літописі є недоказовою, але історично правдоподібною.
Перша письмова згадка про село датується 1542 роком, реєстр Пршебузької землі був створений у 1543 року. Документ фундаментального значення датується 1553 р., коли Пршебуз отримав певні свободи та привілеї. Велике значення для розвитку гірничої справи мало підвищення Пршебужів до верхнього міста у 1553 році. Видобуток корисних копалин мав значний розмах за кількістю відвалів. На старій карті видобутку нанесено 45 видобутих жил. У 1556 році родина Шліків заснувала гірничу контору в Пршебузі, щоб контролювати гірничий бізнес. Під час Тридцятилітньої війни (1618–1648) копальні поступово занепадали. Відродження припадає лише наприкінці XVII ст. Саме в період 1698–1760 рр. процвітання копалень досягло найбільшого розквіту. У 19 столітті робилися марні спроби відновити видобуток. Значне відновлення видобутку відбулося лише в 1933 році на стовбурі Ріттера швейцарською компанією, яка поглибила кар’єр і з’єднала його зі стовбуром Отто. Перед Другою світовою війною в місті та його околицях проживало майже 3000 жителів, переважно німецької національності. Німецька імперія потребувала олова для військових і промислових цілей, тому викупила гірничодобувний завод (під примусом) у швейцарської компанії. Видобуту руду переробляли на збагачувальному заводі, який працював у три зміни до травня 1945 р. Після закінчення війни завод у Пршебузі перейшов до управління Rudné doly Příbram. Відбита і ще не видобута руда могла забезпечувати збагачувальну фабрику ще більше року після закінчення війни. Після випадкового відкриття пеку в 1946 році було розпочато розвідку уранової руди, яка була припинена через безперспективність. Пізніше шахти були ліквідовані.

## Туризм
Пршебуж – це перш за все центр відпочинку. В околицях є багато пішохідних і велосипедних маршрутів, які взимку використовуються як лижні. Місто та його околиці були оголошені Пршебузьким природним парком площею 9859 га. Тут розташований національний природний заповідник Rolavská vrchoviště, до якого нині входять колишні національні заповідники Velké jérábí jezero та Velký močál. Іншими невеликими природоохоронними територіями є природні пам’ятки Пршебузька пустиня та торф’яний заповідник Хаар.

## Пам'ятки
- Костел Св. Варфоломія (1780)
- Дерев'яні житлвоі будинки 18-19 ст.